# Hennigmyia zumpti
Hennigmyia zumpti är en tvåvingeart som beskrevs av Zielke 1971. Hennigmyia zumpti ingår i släktet Hennigmyia och familjen husflugor. Inga underarter finns listade i Catalogue of Life.